# San Martino di Finita
San Martino di Finita é uma comuna italiana da região da Calábria, província de Cosenza, com cerca de 1.280 habitantes. Estende-se por uma área de 23 km², tendo uma densidade populacional de 56 hab/km². Faz fronteira com Cerzeto, Lattarico, Rota Greca, Torano Castello.

## Demografia
| Variação demográfica do município entre 1861 e 2011                               |
|                                                                                   |
| Fonte: Istituto Nazionale di Statistica (ISTAT) - Elaboração gráfica da Wikipedia |